# Auguste Dusautoy
Auguste Dusautoy, né le 27 janvier 1810 à Courson (Yonne) et mort le 14 septembre 1873 à Paris, est un tailleur, homme d'affaires et homme politique français.

## Biographie
Né le 27 janvier 1810 à Courson, François-Auguste Dusautoy est engagé en tant que commis chez un marchand de drap parisien en 1825. Au début de la Monarchie de Juillet, il travaille intensément afin de pouvoir payer un remplaçant au service militaire et de s'établir à son compte. Il crée ainsi son propre établissement en 1833, au cinquième étage du no 33 de la rue Traversière-Saint-Honoré.
Entre 1840 et 1842, Auguste Dusautoy s'associe à son jeune frère Jules pour diriger une maison de modes réputée au no 26 de la rue de Richelieu.
Jules Dusautoy ouvre ensuite son propre magasin dans la rue d'Amboise avant de s'installer au pavillon de Hanovre en 1850 puis au no 54 de la rue Neuve-des-Petits-Champs en 1854 et enfin au no 8 du boulevard des Capucines, en face de la rue de la Paix, en 1861. À cette époque, il devient le fournisseur breveté du roi de Suède et de Norvège.
De son côté, Auguste Dusautoy déménage ses ateliers et sa boutique au no 4 (puis no 14) du prestigieux boulevard des Italiens, au coin de la rue Le Peletier.
Bonapartiste, Auguste Dusautoy est un soutien fervent de Louis-Napoléon Bonaparte, futur président de la république, qu'il compte parmi ses clients. Ainsi, en 1851, le tailleur pétitionne en faveur de la révision de la Constitution afin de permettre au président d'exercer un second mandat. Après l'établissement du Second Empire, il devient donc le « fournisseur de Sa Majesté Impériale » Napoléon III.
En 1861, Auguste Dusautoy vend son fonds de commerce à ses employés Dervois et Arnould, qui conservent l'enseigne « Maison A. Dusautoy, tailleur de Sa Majesté l'Empereur ». Les gérants de la maison A. Dusautoy deviennent les fournisseurs brevetés du roi de Portugal en 1864 et de l'empereur de Russie en 1867.
Entre-temps, Auguste Dusautoy s'est spécialisé dans la fourniture d'uniformes militaires, installant ses nouveaux locaux au no 65 de la rue de Rochechouart. Outre un marché pour l'armée française qui lui a été cédé par Alexis Godillot en échange d'une commission de 10 %, il est le fournisseur de l'armée du royaume d'Italie. En vue de l'Exposition universelle de 1867, il est nommé membre du jury de la classe 35 (« habillement des deux sexes ») et chargé plus particulièrement de la section du vêtement. C'est à ce titre qu'il est décoré de la Légion d'honneuren juin 1867. Il est également nommé officier de l'ordre ottoman du Medjidié et commandeur de l'ordre de François-Joseph. Il est aussi chevalier de l'ordre de Charles III d'Espagne depuis 1863, en récompense d'un rapport qu'il avait rédigé sur l'habillement de l'armée espagnole.
N'oubliant pas sa commune natale de Courson, Dusautoy a fait agrandir la maison paternelle pour y installer une asile de vieillards, inauguré le 17 mai 1863 en présence du comte d'Ornano. L'année suivante, il s'est fait élire au conseil général de l'Yonne, où il représente le canton de Courson jusqu'à la chute de l'Empire. À nouveau candidat en 1871, il est battu.
Fin avril 1867, Dusautoy a acheté pour 100 000 francs le journal L'Époque. Certains observateurs considèrent alors que l'ancien tailleur de Napoléon III aurait agi en tant qu'homme de paille de l'empereur. De fait, les documents comptables saisis aux Tuileries après la proclamation de la République en 1870 montreront que l'empereur aurait versé 275 000 francs à Dusautoy entre décembre 1867 et avril 1868.
Multimillionnaire, Dusautoy commanditait plusieurs maisons d'habillements et possédait un hôtel particulier au no 9 de la rue Turgot au coin de la rue Condorcet, ainsi qu'une villa à Monaco et des immeubles à Neuilly.
Malade, Auguste Dusautoy meurt le 14 septembre 1873 à son domicile parisien. Après des obsèques célébrées à Notre-Dame-de-Lorette en présence de nombreuses personnalités, il est inhumé dans son village natal.